# كلارا نج
كلارا نج (بالإندونيسية: Clara Ng)‏ هي كاتِبة إندونيسية، ولدت في 28 يوليو 1973 في جاكرتا في إندونيسيا.

## وصلات خارجية
- الموقع الرسمي